# Епархия Чарлстона

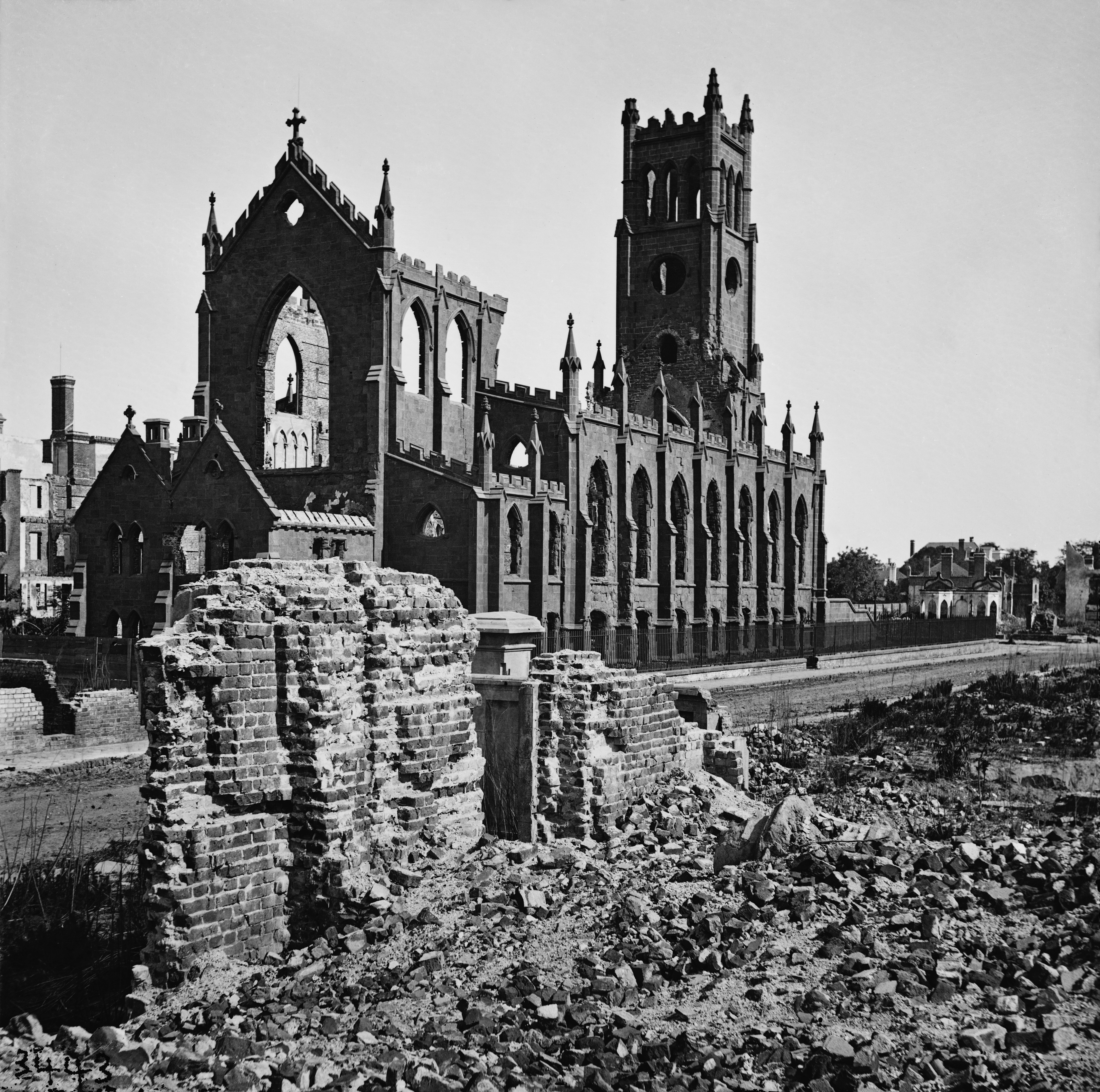
Собор святого Иоанна Крестителя после пожара 1861-го года

Епархия Чарлстона (лат. Dioecesis Carolopolitana) — епархия Римско-Католической церкви с центром в городе Чарлстон, США. Епархия Чарлстона входит в архиепархию Атланты. Кафедральным собором епархии Чарлстона является Собор Иоанна Крестителя в городе Чарлстон.

## История
11 июля 1820 года Святой Престол учредил епархию Чарлстона, выделив её из архиепархии Балтимора. 3 июля 1850 года епархия Чарлстона уступила часть своей территории новой епархии Саванны. 3 марта 1868 года епархия Чарлстона уступила часть своей территории новому апостольскому викариату Северной Каролины (сегодня — Епархия Роли).
10 февраля 1962 года епархия Чарлстона вошла в митрополию Атланты.
6 апреля 1854 года был освящён кафедральный собор Иоанна Крестителя. 11 декабря 1861 года собор был уничтожен пожаром, который поразил большую часть Чарлстона. Нынешний собор построен на фундаменте старого храма.

## Ординарии епархии
- епископ Джон Инглэнд[англ.] (11.07.1820 — 11.04.1842)
- епископ Игнатиус Алоизиус Рейнольдс[англ.] (28.11.1843 — 06.03.1855)
- епископ Патрик Нисон Линч[англ.] (11.12.1857 — 26.02.1882)
- епископ Генри Нортроп[англ.] (27.01.1883 — 07.06.1916)
- епископ Уильям Томас Рассел[англ.] (07.12.1916 — 18.03.1927)
- епископ Эммет Майкл Уолш[англ.] (20.06.1927 — 08.09.1949) — назначен коадъютором, впоследствии епископом Янгстауна
- епископ Джон Джойс Рассел[англ.] (28.01.1950 — 03.07.1958) — назначен епископом Ричмонда
- епископ Пол Джон Холлинан[англ.] (09.09.1958 — 19.02.1962) — назначен архиепископом Атланты
- епископ Фрэнсис Фредерик Ре[англ.] (06.06.1962 — 05.09.1964) — назначен ректором Папского Североамериканского колледжа в Риме, а позднее епископом Сагино
- епископ Эрнест Лео Унтеркёфлер[англ.] (12.12.1964 — 22.02.1990)
- епископ Дэвид Бернард Томпсон[англ.] (22.02.1990 — 12.07.1999)
- епископ Роберт Джозеф Бейкер[англ.] (12.07.1999 — 14.08.2007) — назначен епископом Бирмингема
- епископ Роберт Эрик Гульельмоне[англ.] (24.01.2009 — 22.02.2022)
- епископ Жак Эрик Фабр-Жен[англ.] (с 22.02.2022)

## Источник
- Annuario Pontificio, Libreria Editrice Vaticana, Città del Vaticano, 2003, ISBN 88-209-7422-3